# (466768) 2015 AU173
(466768) 2015 AU173 es un asteroide perteneciente al cinturón de asteroides, descubierto el 15 de enero de 2004 por el equipo Spacewatch desde el Observatorio Nacional de Kitt Peak (Arizona, Estados Unidos).